# Krasnotourinsk
Krasnotourinsk (en russe : Краснотурьинск) est une ville de l'oblast de Sverdlovsk, en Russie. Sa population s'élevait à 58 581 habitants en 2015.

## Géographie
Krasnotourinsk est arrosée par la rivière Touria, dans le bassin de l'Ob, et se trouve à 11 km à l'est de Karpinsk, à 28 km au nord-ouest de Serov, à 328 km au nord de Iekaterinbourg et à 1 406 km au nord-est de Moscou.

## Histoire
La fondation de Tourinskie Roudinki (Турьинские Рудники) remonte à la mise en exploitation de mines de cuivre sur la rivière Touria, en 1758. Elle fut renommée Tourinski (Турьинский) en 1920. Elle accéda au statut de commune urbaine en 1928, puis au statut de ville en 1944 et fut alors renommée Krasnotourinsk.

## Population
Recensements (*) ou estimations de la population
| 1897*  | 1926* | 1939* | 1959*  | 1970*  | 1979*  | 1989*  |
| ------ | ----- | ----- | ------ | ------ | ------ | ------ |
| 10 000 | 6 000 | 9 582 | 62 606 | 58 596 | 61 012 | 67 324 |

| 2002*  | 2010*  | 2012   | 2013   | 2014   | 2015   | 2016 |
| ------ | ------ | ------ | ------ | ------ | ------ | ---- |
| 64 878 | 59 633 | 59 340 | 59 219 | 58 874 | 58 581 | -    |

## Économie
La principale entreprise de la ville est l'Usine d'aluminium de Bogoslovski ou BAZ (Богословский алюминиевый завод, Bogoslovski aliouminievy zavod). Mise en service en 1945, elle appartient au groupe Rusal.